# Haynes Miller
Haynes Robert Miller (né le 29 janvier 1948 à Princeton, New Jersey) est un mathématicien américain spécialisé en topologie algébrique.

## Biographie
Miller termine ses études de premier cycle à l'Université Harvard et obtient son doctorat sous la direction de John Coleman Moore à l'Université de Princeton avec une thèse intitulée Some Algebraic Aspects of the Adams–Novikov Spectral Sequence. Après son doctorat, il devient professeur assistant à Harvard et à l'Université Northwestern, à partir de 1977 à l'Université de Washington et à partir de 1984 professeur à l'Université de Notre-Dame-du-Lac. En 1986, il devient professeur au Massachusetts Institute of Technology (MIT). De 1992 à 1993, il est président du comité de mathématiques pures du MIT, en 2004 président du comité de mathématiques de premier cycle et en 2005 membre de la faculté MacVicar.
En 1984, Miller prouve la conjecture de Sullivan généralisée, indépendamment de Jean Lannes et Gunnar Carlsson.
En 1986, il est conférencier invité au Congrès international des mathématiciens à Berkeley, Californie (The Sullivan conjecture and homotopical representation theory). En 2012, il devient membre de l'American Mathematical Society.